# Попо X фон Хенеберг
Попо X (IX) фон Хенеберг (на немски: Poppo X (IX) von Henneberg-Hartenberg-Aschach * ок. 1285/пр. 1286; † сл. 11 ноември 1348) от фамилията Хенеберг е граф на Хенеберг-Хартенберг-Ашах (1317 – 1348) в Бавария.

## Произход и наследство
Той е син на граф Хайнрих IV фон Хенеберг-Хартенберг-Рьомхилд († 1317) и втората му съпруга Кунигунда фон Вертхайм († 1331), вдовица на граф Волфрад фон Еберщайн († пр. 1284), дъщеря на граф Попо IV фон Вертхайм († 1281/1287) и Мехтилд фон Епенщайн († 1273/1279/1303).
През 1274 г. род Дом Хенеберг се разделя на линиите Хенеберг-Шлойзинген, Хенеберг-Ашах-Рьомхилд и Хенеберг-Хартенберг. Хенеберг-Шлойзинген съществува най-дълго до 1583 г.
През 14 век Хенебергите залагат от финасови нужди дворец Ашах (днес в Бад Боклет) за ок. 20 000 гулдена и през 1391 г. го продават на Дитрих фон Бибра.

## Фамилия
Първи брак: с Елизабет фон Кастел († 1315). Бракът е бездетен.
Втори брак: пр. 6/13 ноември 1316 г. с Рихца фон Хоенлое-Вайкерсхайм (* пр. 1305; † между 4 февруари и 28 април 1337, погребана в манастир Весра), вдовица на Вилд-Енгелхард фон Вайнсберг († 1316), дъщеря на граф Крафт I фон Хоенлое-Вайкерсхайм († 1313) и втората му съпруга Маргарета фон Труендинген († 1293/1294), дъщеря на граф Фридрих I фон Труендинген-Дилинген и Маргарета фон Андекс-Мерания. Те имат пет деца:
- Херман V фон Хенеберг († 20 април 1337)
- Бертхолд XI фон Хенеберг-Хартенберг (* пр. 1342; † 26 май 1378)
- Хайнрих IX фон Хенеберг († † сл. 28 юли 1337)
- Рихца фон Хенеберг († сл. 1384), омъжена I. пр. 1357 г. за граф Хайнрих IV фон Ваймар-Орламюнде-Шауенфорст († ок. 1357), II. на 16 юли 1358 г. за граф Йохан II фон Шварцбург-Ваксенбург (1327 – 1407)
- Ода фон Хенеберг-Хартенберг († 1 април 1346), омъжена за граф Хайнрих VII фон Шварцбург-Бланкенбург († 1324)